# Герб Государства Палестина
Герб Государства Палестина — один из государственных символов Палестинского государства. Впервые герб Государства Палестина появился в 1988 году.

## Описание
Герб Палестины представляет собой изображение белого "орла Саладина" с золотыми крыльями, хвостом и верхней частью головы, смотрящего вправо, и имеющего на груди остроконечный щиток, повторяющий рисунок флага Палестины в вертикальном положении.
В лапах орел держит картуш, на котором написано название государства на арабском языке: فلسطين.

## История
|  | Герб Палестинской автономии 1988—2013 15 ноября 1988 года в Алжире состоялось провозглашение Государства Палестина. Фактически Государство Палестина не было создано и не обладало реальным суверенитетом. Палестинская национальная администрация была создана в 1994 году в соответствии с базовыми соглашениями между Израилем и Организацией освобождения Палестины. Герб Палестины был создан на основе государственного герба Египта с изменением его цвета на серебряный и соответствующей заменой флага на грудном щитке и название государства в картуше. |
|  | Герб Государства Палестина с 2013 5 января 2013 года был издан указ председателя ПНА Махмуда Аббаса, предписывающий впредь вместо названия «Палестинская национальная администрация» использовать в официальных целях исключительно название «Государство Палестина». Ряд таких стран, как Израиль, Испания, Норвегия, США, Швеция и некоторые другие, это решение не признали.Герб стал с золотым орлом Саладина и надписью "Палестина" в серебряном картуше (Вместо "Палестинская автономия").                                                                   |